# 保罗·尼采
保罗·亨利·尼采（英語：Paul Henry Nitze，1907年1月16日—2004年10月19日），美国政府高级官员，曾在多届美国政府当中参与冷战政策的制定。1950年5月，尼采曾制定计划拟帮助时任中华民国陸军司令孙立人取代蒋介石。